# Rover (hockey su ghiaccio)
Quello del rover era un ruolo dell'hockey su ghiaccio diffuso alla fine del XIX ed all'inizio del XX secolo, oggi scomparso.
Si trattava del settimo uomo, oltre al portiere, ai due difensori e ai tre attaccanti. A differenza degli altri ruoli, il rover non aveva compiti né zone del campo predefiniti, e si muoveva sul ghiaccio liberamente, andando laddove ci fosse più bisogno.
Con il miglioramento delle capacità atletiche e di pattinaggio, la necessità del rover venne velocemente meno. Poco dopo la sua fondazione nel 1910, la National Hockey Association decise di eliminare il rover. La National Hockey League fece lo stesso nel 1917. Tuttavia la Pacific Coast Hockey Association, fondata nel 1911, e la Western Canada Hockey League, fondata nel 1921, prevedevano ancora il ruolo del rover nei propri regolamenti.
Per affrontare questa diversità regolamentare tra NHA e NHL da una parte e PCHA dall'altra, nella disputa della Stanley Cup si decise per un compromesso: la disputa si sarebbe svolta alternando i due regolamenti.
Il primo torneo olimpico, in occasione dei giochi di Anversa 1920 prevedeva l'utilizzo del rover, ma fu l'unico torneo internazionale a contemplarlo.
Nel 1923 sia la PCHA che la WCHL eliminarono la figura del rover, che così disparve definitivamente dall'hockey su ghiaccio professionistico.